# Emiliano Sarabia
General Emiliano Saravia fue un militar mexicano con idealismo villista que participó en la Revolución mexicana. Nació en 1891. Desde muy joven se unió a la Revolución mexicana dentro del contingente villista. Alcanzó el grado de general en la División del Norte y fue gobernador del estado de San Luis Potosí en 1915. A finales de febrero, Francisco Villa nombró gobernador interino al coronel Emiliano G. Saravia. Las medidas que tomó Saravia tendían a la normalización de la vida en el estado. Convocó a elecciones municipales, estableció precios fijos para los artículos de primera necesidad, otorgó reducción al pago de contribuciones, nombró una Junta de Confiscaciones y Restituciones para dictaminar sobre los bienes intervenidos y dispuso que las oficinas interventoras de fincas rósticas y urbanas procedieran de inmediato a repartir, dentro de su circunscripción territorial, por medio de contratos de aparcería, los terrenos laborables que se hallaban intervenidos, con el fin de que ninguno quedara sin cultivo; expidió el reglamento de la Compañía Limitada de Tranvías, prohibió la circulación de billetes carrancistas; publicó el decreto relativo al Patrimonio Familiar en el que se ordenó la expropiación de las tierras de la Hacienda de la Tenería para distribuirlas entre los ciudadanos, y estableció la Dirección de Agricultura.  Se retiró a la derrota del villismo. Murió en 1959.